# Jack Hedley
Jack Hedley, né Jack Hawkins le 28 octobre 1929 à Londres et mort le 11 décembre 2021, est un acteur britannique de cinéma et de télévision.

## Biographie
Il meurt le 11 décembre 2021 à l'âge de 92 ans, des suites d'une courte maladie.

## Filmographie

### Cinéma
- 1958 : Behind the Mask de Brian Desmond Hurst
- 1959 : Les Chemins de la haute ville (Room at the Top) de Jack Clayton : Un architecte
- 1962 : Le Jour le plus long (The Longest Day) de  Ken Annakin, Andrew Marton, Bernhard Wicki, Gerd Oswald et Darryl F. Zanuck : Un officier de l'information de la R.A.F.
- 1962 : Lawrence d'Arabie (Lawrence of Arabia) de David Lean : Le reporter aux funérailles
- 1964 : L'Ange pervers (Of Human Bondage), de Bryan Forbes (Griffiths)
- 1967 : Comment j'ai gagné la guerre (How I Won the War), de Richard Lester : Melancholy Musketeer
- 1968 : The Anniversary de Roy Ward Baker : Terry Taggart
- 1969 : Goodbye, Mr. Chips de Herbert Ross : William Baxter
- 1981 : Rien que pour vos yeux (For Your Eyes Only) de John Glen : Sir Timothy Havelock
- 1982 : L'Éventreur de New York (Lo Squartatore di New York) de Lucio Fulci : Lt. Fred Williams

### Télévision
- 1972 : Colditz (Lieutenant-Colonel John Preston)
- 1974 : Brève rencontre (TV) d'Alan Bridges (Graham Jesson)
- 1976 : La Chatte sur un toit brûlant (Cat on a Hot Tin Roof) de Robert Moore (Gooper Pollitt)
- 1979 : Le Retour du Saint (Return of the Saint) (Colonel Dyson)
- 1984 : Les Enquêtes de Remington Steele (Remington Steele) (Saison 3 TV ép 8)
- 1996 : L'Anneau de Cassandra (The Ring) d'Armand Mastroianni